# Cronograful lui Mihail Moxa
Cronograful lui Mihail Moxa este cel mai vechi cronograf scris în limba română. A fost realizat în anul 1620 de călugărul Mihail de la mânăstirea Bistrița din Oltenia, la îndemnul superiorului său, episcopul Teofil de Râmnic. Cronograful lui Moxa este o istorie a lumii de la începutul ei, după Biblie, până în anul 1489. A fost scris în românește, Moxa compilând după izvoare slavonești.

## Manuscrise
Manuscrisul din 1620 s-a păstrat la mânăstirea Bistrița până în 1845 când a fost achiziționat de profesorul rus Vasili Grigorovici. După moartea acestuia manuscrisul a intrat în patrimoniul Muzeului Rumianțov din Moscova, de unde a trecut în colecțiile Bibliotecii de Stat. În 1956 Biblioteca Academiei Române a obținut o copie pe microfilm.
În anul 1877, Grigore Tocilescu a copiat manuscrisul din muzeul Rumianțov, și i-a trimis copia lui Bogdan Petriceicu Hasdeu care l-a publicat în „Cuvente den bătrâni”, (vol. I, 1878).
O copie a cronografului a fost descoperită în 1943 de C. S. Nicolăescu-Plopșor și astăzi este păstrată la Muzeul Olteniei din Craiova. Prin examen grafologic și comparație cu alte manuscrise s-a stabilit că manuscrisul a fost copiat prin anii 1714-1725 de preotul Stanciu de la mănăstirea Antim din București.
O a doua copie a fost identificată în 1971 de profesorul Klaus-Henning Schroeder de la Universitatea din Berlin. Copia a fost redactată în 1728. Ea se găsește astăzi în Biblioteca Centrală Universitară „Mihai Eminescu” din Iași.